# Flughafen Santarém

i8
i11
i13
Der Flughafen Santarém (portugiesisch: Santarém–Maestro Wilson Fonseca Airport; IATA-Code: STM, ICAO-Code: SBSN) ist ein öffentlicher Flughafen, 15 km von Santarém im brasilianischen Bundesstaat Pará entfernt.

## Flughafendaten
Der Flughafen hat eine Asphaltpiste mit 2400 m Länge und 45 m Breite. Die Seehöhe beträgt 60 m. Er hat eine Gesamtfläche von 1024 ha.

## Geschichte
Der Flughafen Santarém wurde am 31. März 1977 eröffnet und am 31. März 1980 in die Zuständigkeit von Infraero überführt. Er wurde nach dem in Santarém geborenen Komponisten Wilson Dias da Fonseca benannt.
Am 18. August 2022 erwarb das spanische Infrastrukturunternehmern Aena die Konzession für den Betrieb des Flughafens für die nächsten 30 Jahre.

## Flugbetrieb
Im Jahre 2018 wurden 477.600 Personen transportiert und 10.500 Flugbewegungen durchgeführt.
Azul Linhas Aéreas, Azul Conecta, Gol Linhas Aéreas und LATAM Airlines sind die wichtigsten Fluggesellschaften, ⁣⁣die den Flughafen bedienen.

## Zwischenfälle
- Am 28. November 1995 stürzte eine  Fairchild FH-227B der Transportes Aéreos Regionais da Bacia Amazônica (TABA) mit dem Luftfahrzeugkennzeichen PP-BUJ beim zweiten Anflug auf Santarém ab. Ein Passagier (ein ehemaliger TABA-Mitarbeiter) hatte auf dem Copilotensitz gesessen. Beide Crew-Mitglieder und dieser Passagier starben, ein Passagier überlebte.[7]